# Inspektor Bellamy
Inspektor Bellamy (ang. Bellamy) – australijski serial z 1981 roku.

## Obsada
- John Stanton – Steve Bellamy
- Tim Elston – Mitchell
- James Condon – Daley